# Christoph Fisser
Christoph Fisser (* 1960) ist ein deutscher Filmproduzent und Vorstand der Studio Babelsberg AG.

## Leben

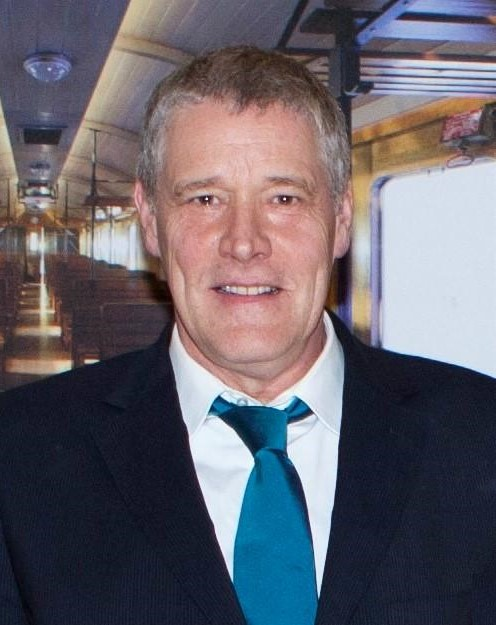
Christoph Fisser (2015)

Nach dem Besuch einer Hotelfachschule macht sich Fisser in den 1980ern in München einen Namen als Szene-Gastronom und verlegte seit Beginn der 1990er sein Geschäft in die Immobilienbranche. Bekannt wurde er 1992, indem er in die Münchner Lichterkette gegen Fremdenhass mitorganisierte, wofür er gemeinsam mit Gil Bachrach, Chris Häberlein und Giovanni di Lorenzo bei der Bambi-Verleihung 1992 den Sonderbambi Initiative erhielt. Fisser war Geschäftsführer der Atelierbetriebe Schwabing in München.
Im Juli 2004 erwarb er vom französischen Medienkonzern Vivendi über die FBB – Filmbetriebe Berlin Brandenburg GmbH, Berlin für einen symbolischen Euro das Studio Babelsberg zusammen mit seinem Geschäftspartner und jetzigem Vorstandsvorsitzenden Carl Woebcken. Zusammen haben sie das Unternehmen 2005 erfolgreich an die Börse gebracht.
Christoph Fisser koproduzierte in den letzten Jahren zahlreiche Kinofilme.

## Ausgewählte Produktionen
- 2007: Die Fälscher
- 2007: Tage des Zorns
- 2007: Speed Racer
- 2007: Operation Walküre
- 2007: The International
- 2008: Der Vorleser
- 2008: Mord ist mein Geschäft, Liebling
- 2008: Hexe Lilli – Der Drache und das magische Buch
- 2008: Ninja Assassin
- 2009: Inglourious Basterds
- 2009: Der Ghostwriter
- 2011: Anonymous
- 2011: Unknown Identity
- 2013: Hänsel und Gretel: Hexenjäger
- 2013: 5 Jahre Leben
- 2014: Die Bücherdiebin
- 2014: Monuments Men – Ungewöhnliche Helden
- 2014: Die Schöne und das Biest
- 2014: Grand Budapest Hotel
- 2015: Homeland – Staffel 5
- 2015: Die Tribute von Panem – Mockingjay Teil 2
- 2016–2017: Berlin Station
- 2020: Lassie – Eine abenteuerliche Reise
- 2022: Der junge Häuptling Winnetou
- 2023: Baghead